# Nikolai Alexandrowitsch Natschinkin
Nikolai Alexandrowitsch Natschinkin (russisch Николай Александрович Начинкин; * 10. Novemberjul. / 23. November 1907greg. im Dorf Rjasanowo, Gouvernement Twer, Russisches Kaiserreich; † Februar 1986 in Moskau) war ein sowjetischer Offizier der Roten Armee und zuletzt Generaloberst der Sowjetarmee.

## Leben
Nikolai Alexandrowitsch Natschinkin trat 1929 in die Rote Armee ein und wurde am 19. Februar 1940 Militärkommissar der 62. Schützendivision sowie als solcher am 19. September 1940 zum Brigadekommissar befördert. Im Anschluss war er zwischen dem 19. Oktober 1940 und dem 24. Februar 1942 Militärkommissar der 39. Schützendivision und nahm während des Zweiten Weltkrieges unter anderem an der sowjetischen Besetzung Ostpolens (17. September 1939 bis Juni 1941) sowie am Winterkrieg gegen Finnland (30. November 1939 bis zum 13. März 1940) teil. Während er zwischen dem 19. Februar 1942 und dem 3. Mai 1946 Mitglied des Militärrats der 2. Rotbannerarmee unter Generalleutnant Makar Fomitsch Terjochin war, wurde er am 6. Dezember 1942 zum Generalmajor befördert und nahm zuletzt am Sowjetisch-Japanische Krieg (8. August bis 2. September 1945) teil.
Nach Kriegsende wurde Natschinkin 1947 stellvertretender Kommandeur für politische Angelegenheiten des Ostsibirischen Militärbezirks und im Anschluss 1949 Mitglied des Militärrats des Leningrader Militärbezirks unter Generalleutnant Alexander Alexandrowitsch Lutschinski. Nachdem er von November 1951 bis Mai 1954 Mitglied des Militärrats des Uraler Militärbezirks unter Marschall der Sowjetunion Georgi Konstantinowitsch Schukow beziehungsweise ab Mai unter Generaloberst Michail Iljitsch Kasakow war, wurde er am 31. Mai 1954 zum Generalleutnant befördert und begann ein Studium an der Militärakademie des Generalstabs der Streitkräfte der UdSSR, welches er 1957 beendete.
Daraufhin war Nikolai Natschinkin von 1957 bis 1961 Mitglied des Militärrats des Belarussischen Militärbezirks unter Marschall Semjon Konstantinowitsch Timoschenko beziehungsweise ab April 1960 unter Generaloberst Wladimir Nikolajewitsch Komarow und erhielt in dieser Verwendung am 7. Mai 1960 seine Beförderung zum Generaloberst. Danach war er zwischen dem 19. Februar 1961 und dem 19. Mai 1975 Stellvertretender Leiter der Politischen Hauptverwaltung der Sowjetarmee und der Sowjetischen Marine unter Marschal Filipp Iwanowitsch Golikow beziehungsweise seit April 1962 unter Armeegeneral Alexei Alexejewitsch Jepischew. Im Anschluss schied er aus dem aktiven Militärdienst, war aber formell von 1975 bis zu seinem Tode 1986 formell Militärberater der Gruppe der Generalinspektoren des Verteidigungsministeriums der UdSSR. Des Weiteren war er zwischen 1963 und 1975 Deputierter des Obersten Sowjets der Russischen Sozialistischen Föderativen Sowjetrepublik (RSFSR).
Für seine Verdienste erhielt Natschinkin unter anderem zwei Mal den Leninorden (1954, 1967), drei Mal den Rotbannerorden (1940, 1945, 1949), den Orden des Vaterländischen Krieges (1985), drei Mal den Orden des Roten Sterns, den Orden „Für den Dienst am Vaterland in den Streitkräften der UdSSR“ (1975) sowie des Weiteren die Jubiläumsmedaille „Zum Gedenken an den 100. Geburtstag von Wladimir Iljitsch Lenin“, die Medaille „Sieg über Deutschland“, die Medaille „Für den Sieg über Japan“, die Medaille „20. Jahrestag des Sieges im Großen Vaterländischen Krieg 1941–1945“, die Medaille „30. Jahrestag des Sieges im Großen Vaterländischen Krieg 1941–1945“, die Medaille „40. Jahrestag des Sieges im Großen Vaterländischen Krieg 1941–1945“, die Medaille „Veteran der Streitkräfte der UdSSR“, die Medaille „30 Jahre Sowjetarmee und Flotte“, die Medaille „40 Jahre Streitkräfte der UdSSR“, die Medaille „50 Jahre Streitkräfte der UdSSR“ sowie die Medaille „60 Jahre Streitkräfte der UdSSR“. Nach seinem Tode wurde er auf dem Moskauer Kunzewoer Friedhof beigesetzt.